# Wyszki (gemeente)
De gemeente Wyszki is een landgemeente in het Poolse woiwodschap Podlachië, in powiat Bielski (Podlachië).
De zetel van de gemeente is in Wyszki.
Op 30 juni 2004 telde de gemeente 5062 inwoners.

## Oppervlakte gegevens
In 2002 bedroeg de totale oppervlakte van gemeente Wyszki 206,5 km², waarvan:
- agrarisch gebied: 71%
- bossen: 22%

De gemeente beslaat 14,91% van de totale oppervlakte van de powiat.

## Demografie
Stand op 30 juni 2004:
| Omschrijving                   | Totaal | Totaal | Vrouwen | Vrouwen | Mannen | Mannen |
| ------------------------------ | ------ | ------ | ------- | ------- | ------ | ------ |
| eenheid                        | aantal | %      | aantal  | %       | aantal | %      |
| inwoners                       | 5062   | 100    | 2501    | 49,4    | 2561   | 50,6   |
| bevolkingsdichtheid (inw./km²) | 24,5   | 24,5   | 12,1    | 12,1    | 12,4   | 12,4   |

In 2002 bedroeg het gemiddelde inkomen per inwoner 1501,69 zł.

## Plaatsen
Abramiki, Bogusze, Budlewo, Bujnowo, Falki, Filipy, Gawiny, Godzieby, Górskie, Ignatki, Kalinówka, Kamienny Dwór, Koćmiery, Kowale, Kożuszki, Krupice, Łapcie, Łubice, Łubinek, Łuczaje, Łyse, Malesze, Mierzwin Duży, Mierzwin Mały, Mieszuki, Moskwin, Mulawicze, Niewino Borowe, Niewino Kamieńskie, Niewino Leśne, Niewino Popławskie, Nowe Bagińskie, Nowe Topczewo, Nowe Warpechy, Olszanica, Osówka, Ostrówek-Kolonia, Pierzchały, Puchacze, Pulsze, Samułki Duże, Samułki Małe, Sasiny, Sieśki, Stacewicze, Stare Bagińskie, Stare Niewino, Stare Topczewo, Stare Warpechy, Stare Zalesie, Strabla, Szczepany, Szpaki, Topczewo, Trzeszczkowo, Tworki, Wiktorzyn, Wodźki, Wólka Pietkowska, Wólka Zaleska, Wypychy, Wyszki, Zakrzewo, Zdrojki.

## Aangrenzende gemeenten
Bielsk Podlaski, Brańsk, Juchnowiec Kościelny, Poświętne, Suraż